# Amtsgericht Mindelheim

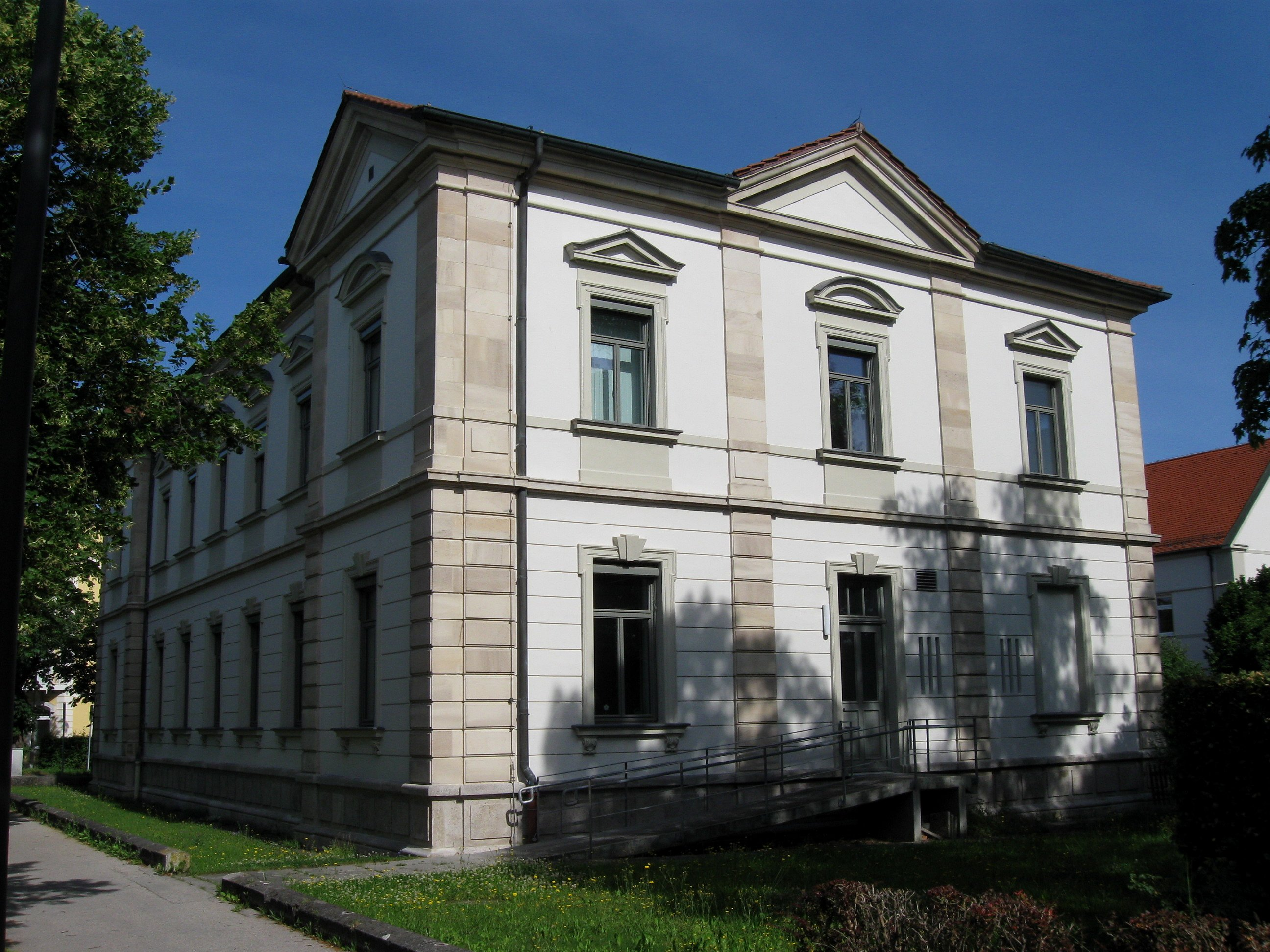
Ehemaliges Amtsgericht in Mindelheim

Das Amtsgericht Mindelheim war ein von 1879 bis 1973 bestehendes bayerisches Gericht der ordentlichen Gerichtsbarkeit mit Sitz in Mindelheim.

## Geschichte
Anlässlich der Einführung des Gerichtsverfassungsgesetzes wurde am 1. Oktober 1879 zu Mindelheim ein Amtsgericht gebildet, dessen Bezirk identisch mit dem vorhergegangenen Landgerichtsbezirk Mindelheim war.
Im Jahre 1970 wurde das Amtsgericht Türkheim aufgelöst und der Gerichtsbezirk dem Amtsgericht Mindelheim zugewiesen.
Als das Gesetz über die Organisation der ordentlichen Gerichte im Freistaat Bayern (GerOrgG) am 1. Juli 1973 in Kraft trat, wurde das Amtsgericht Mindelheim zur Zweigstelle des Amtsgerichts Memmingen herabgestuft.
Die Zweigstelle Mindelheim wurde bereits zum Jahresende 1973 aufgehoben.

## Übergeordnete Gerichte
Im Instanzenzug übergeordnet waren das Landgericht Memmingen, das Oberlandesgericht München sowie der Bundesgerichtshof.

## Sitz
Der Sitz des Amtsgerichts in der Bahnhofstraße 18 in Mindelheim ist ein denkmalgeschützter (Az. D-7-78-173-5) stattlicher, zweigeschossiger Eckbau mit flachem Walmdach, Eck- und Mittelrisaliten, in Formen der Neurenaissance 1898 erbaut.